# Liste der Baudenkmale in Südbrookmerland
Die Liste der Baudenkmale in Südbrookmerland enthält die nach dem Niedersächsischen Denkmalschutzgesetz geschützten Baudenkmale in der ostfriesischen Gemeinde Südbrookmerland. Die Quelle der Baudenkmale ist der Denkmalatlas Niedersachsen. Der Stand der Liste ist der 7. April 2024.

## Allgemein
In den Spalten befinden sich folgende Informationen:
- Lage: die Adresse des Baudenkmales und die geographischen Koordinaten. Kartenansicht, um Koordinaten zu setzen. In der Kartenansicht sind Baudenkmale ohne Koordinaten mit einem roten Marker dargestellt und können in der Karte gesetzt werden. Baudenkmale ohne Bild sind mit einem blauen Marker gekennzeichnet, Baudenkmale mit Bild mit einem grünen Marker.
- Bezeichnung: Bezeichnung des Baudenkmales
- Beschreibung: die Beschreibung des Baudenkmales. Unter § 3 Abs. 2 NDSchG werden Einzeldenkmale und unter § 3 Abs. 3 NDSchG Gruppen baulicher Anlagen und deren Bestandteile ausgewiesen.
- ID: die Objekt-ID des Baudenkmales
- Bild: ein Bild des Baudenkmales, ggf. zusätzlich mit einem Link zu weiteren Fotos des Baudenkmals im Medienarchiv Wikimedia Commons. Wenn man auf das Kamerasymbol klickt, können Fotos zu Baudenkmalen aus dieser Liste hochgeladen werden:

## Bedekaspel
| Lage                                    | Bezeichnung                    | Beschreibung | ID       | Bild           |
| --------------------------------------- | ------------------------------ | --- | -------- | -------------- |
| Warfsweg 25 53° 26′ 15″ N, 7° 18′ 42″ O | Haus Meints (ehem. Gaststätte) | Landarbeiterhaus im Gulfhausstil. Backsteinbau, WI-Teil mit Vollwalm, überwiegend im Original erhalten. 1. Drittel 19. Jh. Originale Kaminanlage und Butzenwand erhalten. Als Gemeindehaus genutzt. | 34683082 |                |
| Warfsweg 28 53° 26′ 15″ N, 7° 18′ 41″ O | Küsterei/Dorfschule            | | 34685256 | BW             |
| Warfsweg 30 53° 26′ 15″ N, 7° 18′ 39″ O | Kirche                         | Rechteckiger Saalbau aus Backstein mit gedrungenem spätromanischem Westturm, 1728 erneuert. | 34683111 | Weitere Bilder |
| Warfsweg 30 53° 26′ 14″ N, 7° 18′ 39″ O | Kirchwurt                      | | 34685472 | BW             |
| Warfsweg 32 53° 26′ 13″ N, 7° 18′ 37″ O | Alte Pastorei (Gulfhaus)       | In Ziegelbauweise unter abgewalmtem Dach mit Pfannendeckung. Bauzeitliche Eingangstür mit Inschriftentafel. Nutzung als Wohnheim der Ostfr. Beschützenden Werkstätten.                              | 34685055 | BW             |
| Warfsweg 32 53° 26′ 13″ N, 7° 18′ 40″ O | Parkgrundstück                 | | 34685368 | BW             |
| Warfsweg 32 53° 26′ 12″ N, 7° 18′ 42″ O | Baumbestand                    | | 34686441 | BW             |

## Engerhafe
| Lage                                          | Bezeichnung                   | Beschreibung | ID       | Bild           |
| --------------------------------------------- | ----------------------------- | --- | -------- | -------------- |
| Dodentwenter 53° 29′ 22″ N, 7° 18′ 46″ O      | Konzentrationslager Engerhafe | Ein bereits 1942 im ehem. Pfarrgarten errichtetes Arbeitslager wurde ab Oktober 1944 zu einem Außenlager des KZ Neuengamme umgebaut, in dem mind. 188 der 2000 Häftlinge zu Tode kamen. | 34685303 |                |
| Engerhafer Loog 8 53° 29′ 15″ N, 7° 18′ 34″ O | Gulfhaus (Hof Hipkenborg)     | Gut erhaltener und gestalteter Backsteinbau. 1913. | 34683172 | BW             |
| Engerhafer Loog 59 53° 29′ 7″ N, 7° 17′ 54″ O | Gulfhaus                      | | 34683231 | BW             |
| Groß Heikeland 53° 27′ 1″ N, 7° 15′ 11″ O     | Gulfhaus Hof Groß Heikeland   | Steinhaus von 1572, Vordergiebel 1802 erneuert. Gulfscheune von 1749, Rückgiebel 1927 erneuert.                                                                                         | 34684366 | BW             |
| Groß Heikeland 53° 27′ 0″ N, 7° 15′ 7″ O      | Hofwurt                       | | 34685533 | BW             |
| Kirchwyk 3 53° 29′ 17″ N, 7° 18′ 53″ O        | Gulfhaus (Ihnenhof)           | Gut erhaltener Backsteinbau mit rekonstruierten Fenstern in prägender Lage. Mitte 19. Jh. 1993/1994 grundlegend saniert, heute Dorfgemeinschaftshaus.                                   | 34683255 |                |
| Kirchwyk 5 53° 29′ 18″ N, 7° 18′ 55″ O        | Pfarrhaus                     | 2-gesch. Backsteinbau des 16. Jh. Mit geschweiften Giebeln (1771). Unterkellert. Im OG halbachsige Fenster erhalten.                                                                    | 34683283 |                |
| Kirchwyk 8 53° 29′ 16″ N, 7° 18′ 57″ O        | Kirche Johannis der Täufer    | Großer einschiffiger Backsteinbau. Von urspr. 5 Jochen drei erhalten. Stark ausgeprägte Nordwand mit kräftigen Okuli, vermauerten Portalen und Blendfenstern. 1240/50.                  | 34683359 | Weitere Bilder |
| Kirchwyk 8 53° 29′ 16″ N, 7° 18′ 54″ O        | Glockenturm                   | Im NW der Kirchwurt stehender, nach Norden geneigter mittelalterlicher Backsteinbau des Parallelmauertyps unter Walmdach.                                                               | 34683309 |                |
| Kirchwyk 8 53° 29′ 15″ N, 7° 18′ 58″ O        | Friedhof                      | | 34686368 | BW             |
| Kirchwyk 8 53° 29′ 17″ N, 7° 19′ 1″ O         | Kirchwurt                     | | 34685396 | BW             |
| Kirchwyk 11 53° 29′ 18″ N, 7° 19′ 0″ O        | Pfarrhaus                     | Stichbogenfenster im Wohnteil erneuert. Um 1905. Bildet den östlichen Abschluss des Kirchenbereichs.                                                                                    | 34683384 | BW             |
| Uiterdyk 3 53° 28′ 43″ N, 7° 17′ 56″ O        | Gulfhaus (Hof Prestien)       | | 34683441 | BW             |
| Uiterdyk 14 53° 28′ 49″ N, 7° 18′ 23″ O       | Gulfhaus                      | Sehr gut erhaltener Backsteinbau auf baumbestandenem Gartengrundstück. 1867. | 34683468 | BW             |
| Uiterdyk 14 53° 28′ 51″ N, 7° 18′ 25″ O       | Garten                        | | 34685587 | BW             |
| Uiterdyk 14 53° 28′ 50″ N, 7° 18′ 25″ O       | Baumbestand                   | | 34686101 | BW             |
| Uiterdyk 15 53° 28′ 52″ N, 7° 18′ 33″ O       | Gulfhaus (Meedehof)           | 1½-gesch. Wohnteil mit Upkammer, im Kern 16. Jh.; Umbau datiert 1794. Gulfscheune von 1836.                                                                                             | 34685181 | BW             |

## Feenhusen
| Lage                                     | Bezeichnung      | Beschreibung | ID       | Bild |
| ---------------------------------------- | ---------------- | --- | -------- | ---- |
| Fehnhusen 10 53° 30′ 3″ N, 7° 19′ 1″ O   | Landarbeiterhaus | Gut erhaltenes Landarbeiterhaus mit quererschlossenem Wirtschaftsteil, erbaut um 1850, Umbau 1910/15.                     | 34683523 |      |
| Fehnhusen 14 53° 30′ 3″ N, 7° 18′ 52″ O  | Gulfhaus         | Wohnteil 1½-geschossig mit Ziegelziersetzungen. Giebelseitige Erschließung mit originaler Eingangstür. Um 1915.           | 34683549 | BW   |
| Fehnhusen 16 53° 30′ 3″ N, 7° 18′ 48″ O  | Gulfhaus         | 1½-geschossiger Wohnteil. Wi-Giebel mit erhaltenen Gusseisenfenstern. Um 1910.                                            | 34683574 | BW   |
| Fehnhusen 18 53° 30′ 2″ N, 7° 18′ 44″ O  | Gulfhaus Wilting | 1½-geschossiger Wohnteil. Fenster mit Putzrahmungen. Um 1910.                                                             | 34683599 | BW   |
| Fehnhusen 24 53° 30′ 0″ N, 7° 18′ 34″ O  | Gulfhaus         | 1-gesch. Wohnteil mit stark ausgeprägter Ziegelziersetzung. Um 1910.                                                      | 34683624 | BW   |
| Fehnhusen 28 53° 29′ 59″ N, 7° 18′ 25″ O | Gulfhaus         | In Form eines Kreuzelwerkes. Quergestelltes 1½-geschossiges Wohnteil mit Ziegelziersetzungen. Originale Haustür. Um 1910. | 34683650 | BW   |

## Forlitz-Blaukirchen
| Lage                                             | Bezeichnung           | Beschreibung | ID       | Bild           |
| ------------------------------------------------ | --------------------- | --- | -------- | -------------- |
| Forlitzer Straße 227 53° 25′ 30″ N, 7° 19′ 23″ O | Kirche                | Schlichter klassizistischer Saalbau von 1848 mit Westturm unter Spitzdach.                                                                  | 34683752 | Weitere Bilder |
| Forlitzer Straße 227 53° 25′ 30″ N, 7° 19′ 23″ O | Baumbestand           | | 34685751 | BW             |
| Forlitzer Straße 229 53° 25′ 29″ N, 7° 19′ 23″ O | Dorfgemeinschaftshaus | | 34683781 |                |
| Forlitzer Straße 245 53° 25′ 13″ N, 7° 19′ 18″ O | Gulfhaus              | Kleines Gulfhaus mit zeittypischen Zier- und Gliederungselementen, Fensterverdachungen und Ortganggesims. Originale Fenster erhalten. 1896. | 34683808 | BW             |

## Moordorf
| Lage                                            | Bezeichnung | Beschreibung                                                                                 | ID       | Bild           |
| ----------------------------------------------- | ----------- | -------------------------------------------------------------------------------------------- | -------- | -------------- |
| Auricher Straße 114 53° 28′ 37″ N, 7° 24′ 11″ O | Gulfhaus    | In sehr gutem Erhaltungszustand mit Schiebefenstern und Haustür (nicht original). 1845.      | 34683916 | BW             |
| Auricher Straße 80 53° 28′ 41″ N, 7° 23′ 36″ O  | Kirche      | Einschiffiger Ziegelbau von 1893 mit Westturm von 1908. Ostapsis mit seitlichen Anbauten.    | 34683863 | Weitere Bilder |
| Auricher Straße 80 53° 28′ 39″ N, 7° 23′ 35″ O  | Friedhof    |                                                                                              | 34685641 | BW             |
| Auricher Straße 82 53° 28′ 41″ N, 7° 23′ 38″ O  | Pfarrhaus   | 1-gesch. 6-achsiger schlichter Ziegelbau unter Satteldach. Traufgesims mit Tropfen. Um 1900. | 34683890 | BW             |

## Moorhusen
| Lage                                     | Bezeichnung | Beschreibung | ID       | Bild |
| ---------------------------------------- | ----------- | --- | -------- | ---- |
| Langereck 11 53° 30′ 54″ N, 7° 20′ 54″ O | Gulfhaus    | Sehr gut erhaltenes kleines Gulfhaus. Um 1920.                                                                            | 34683999 | BW   |
| Langereck 11 53° 30′ 53″ N, 7° 20′ 54″ O | Scheune     | Hinter dem Wirtschaftsteil des Gulfhauses stehender Bau mit weit heruntergezogenem Dach und traufseitiger Mitteleinfahrt. | 34684025 | BW   |

## Münkeboe
| Lage                                            | Bezeichnung             | Beschreibung | ID       | Bild           |
| ----------------------------------------------- | ----------------------- | --- | -------- | -------------- |
| Groothuser Straße 23 53° 31′ 31″ N, 7° 24′ 0″ O | Kolonistenhaus, ehem.   | Quererschlossener Wirtschaftsteil. Wohngiebel mit originalen Schiebefenstern. Mitte 19. Jh.; erneuert um 1900.                                                                                        | 34684049 | BW             |
| Jägerstraße 17 53° 31′ 1″ N, 7° 23′ 10″ O       | Gulfhaus                | In gutem Erhaltungszustand. Vor dem Wohnteil Garten von Hecken umgeben. Um 1910. | 34684098 | BW             |
| Jägerstraße 17 53° 31′ 2″ N, 7° 23′ 11″ O       | Garten                  | | 34685559 | BW             |
| Meerweg 6 53° 31′ 48″ N, 7° 23′ 23″ O           | Landarbeiterhaus        | Landarbeiterhaus in Backstein mit eingerückter Quereinfahrt. Guter Erhaltungszustand mit originalen Fenstern. Um 1900.                                                                                | 34684159 | BW             |
| Upender Straße 58 53° 30′ 55″ N, 7° 22′ 20″ O   | Müllerhaus              | Blockrahmen und Schiebefenster überwiegend erhalten. Mitte 19. Jh. Umbau des Scheunenteils zu Wohnzwecken 1993.                                                                                       | 34684234 | BW             |
| Upender Straße 58 53° 30′ 55″ N, 7° 22′ 21″ O   | Backhaus                | | 34684259 | BW             |
| Upender Straße 58 53° 30′ 56″ N, 7° 22′ 21″ O   | Windmühle               | 2-stöckiger Galerieholländer auf polygonalem Grundriss. Rumpf in Ziegelmauerwerk, Aufbau in Reetdeckung. 1852; 1982 renoviert.                                                                        | 34684207 |                |
| Upender Straße 65 53° 30′ 57″ N, 7° 22′ 11″ O   | Kirche Zum guten Hirten | Neugotischer Backsteinbau von 1897 mit Westturm unter Walmdach und Ostapsis. Wandflächen durch Wandpfeiler und zwei Reihen Spitzbogenfenster gegliedert. 1897 (Arch.: Jakob, Hannover), geweiht 1900. | 34684282 | Weitere Bilder |
| Upender Straße 65 53° 30′ 57″ N, 7° 22′ 11″ O   | Kriegerdenkmal          | Christusdarstellung auf Sockel mit Namenstafeln der Gefallenen der beiden Weltkriege. Südlich der Kirche errichtet.                                                                                   | 34684182 | BW             |

## Oldeborg
| Lage                                              | Bezeichnung | Beschreibung | ID       | Bild |
| ------------------------------------------------- | ----------- | --- | -------- | ---- |
| Oldeborger Straße 92 53° 30′ 2″ N, 7° 19′ 56″ O   | Gulfhaus    | 2-gesch. Wohnteil mit zeittypischer reicher Ziegelziersetzung. Haustür und Fenster überwiegend original. 1906.             | 34684393 | BW   |
| Oldeborger Straße 104 53° 29′ 59″ N, 7° 19′ 48″ O | Wohnhaus    | 4-achsiger traufständiger Backsteinbau mit Blockrahmen-Schiebefenster. Quer vor einer Gulfscheune gelegen. Erbaut um 1850. | 34685084 | BW   |

## Theene
Keine Baudenkmale verzeichnet.

## Upende
| Lage                                             | Bezeichnung | Beschreibung                                   | ID       | Bild |
| ------------------------------------------------ | ----------- | ---------------------------------------------- | -------- | ---- |
| Oldeborger Straße 60 53° 30′ 11″ N, 7° 20′ 25″ O | Gulfhaus    | Sehr gut erhaltenes kleines Gulfhaus. Um 1920. | 34684519 | BW   |

## Uthwerdum
| Lage                                                   | Bezeichnung | Beschreibung | ID       | Bild |
| ------------------------------------------------------ | ----------- | --- | -------- | ---- |
| Norder Straße 1 53° 28′ 32″ N, 7° 19′ 25″ O            | Gulfhaus    | Quergestelltes 2-gesch. klassizistisches Wohnhaus unter Walmdach. Stark ausgeprägtes Traufgesims. Ältere Fenster und Haustür erhalten. 1. Hälfte 19. Jh.; Scheunenanbau um 1900. | 34683834 | BW   |
| West-Victorburer Straße 112 53° 29′ 5″ N, 7° 20′ 35″ O | Wohnhaus    | 1-gesch. Ziegelbau unter steilem Walmdach. Symmetrischer Fassadenaufbau der 7 Achsen durch Lisenen unterteilt. Haustür und Fenster original erhalten. Um 1925.                   | 34684570 | BW   |

## Victorbur
| Lage                                                  | Bezeichnung            | Beschreibung | ID                              | Bild           |
| ----------------------------------------------------- | ---------------------- | --- | ------------------------------- | -------------- |
| Hohe Warft 1 53° 29′ 13″ N, 7° 20′ 52″ O              | Gulfhaus               | Krüppelwalmdach. Mauer wohl urspr. im Klosterformat. Gut erhaltene Schiebefenster in Blockrahmen mit Klappläden. Originale Haustür. Um 1900.                      | 34684622                        | BW             |
| Hohe Warft 1 53° 29′ 13″ N, 7° 20′ 53″ O              | Backhaus               | Kleiner Backsteinbau unter Satteldach, wohl 2. Hälfte 19. Jh. | 34684649                        | BW             |
| Hohe Warft 1 53° 29′ 12″ N, 7° 20′ 53″ O              | Hofwurt                | | 34685504                        | BW             |
| Hohe Warft 1 53° 29′ 11″ N, 7° 20′ 53″ O              | Heckeneinfassung       | | 34685722                        | BW             |
| Pestalozziallee 53° 29′ 7″ N, 7° 20′ 29″ O            | Kriegerdenkmal         | Südlich des Glockenturms aus Ziegeln errichtetes Ehrenmal mit eingelassenen Namenstafeln der Gefallenen der beiden Weltkriege. Davor zwei 1950 gegossene Glocken. | 34684724                        | BW             |
| Pestalozziallee 15 53° 29′ 9″ N, 7° 20′ 28″ O         | Kirche St.Victor       | Backsteinbau, in vier Bauabschnitten errichtet. Mittelschiff um 1220/40, Turm um 1250, 1821 abgetragen. Erweiterungen im 13./14. Jh.; Chorpolygon Mitte 15. Jh.   | 34684747                        | Weitere Bilder |
| Pestalozziallee 15 53° 29′ 8″ N, 7° 20′ 29″ O         | Glockenturm            | Mittelalterlicher Backsteinbau des Parallelmauertyps mit horizontaler Sandsteinbänderung. Erbaut 1837.                                                            | 34684700                        |                |
| Pestalozziallee 15 53° 29′ 8″ N, 7° 20′ 27″ O         | Kirchwurt              | | 34685420                        | BW             |
| Pestalozziallee 15 53° 29′ 9″ N, 7° 20′ 31″ O         | Einfriedung            | | 34685975                        | BW             |
| West-Victorburer-Straße 81 53° 29′ 9″ N, 7° 20′ 54″ O | Gulfhaus               | 1½-gesch. Wohnteil mit Upkammer. Blockrahmen und Schiebefenster sehr gut erhalten. 1853.                                                                          | 34684796                        | BW             |
| West-Victorburer-Straße 81 53° 29′ 7″ N, 7° 20′ 54″ O | Garten und Baumbestand | | 34686190/1/-/ 34685613 34686190 | BW             |

## Wiegoldsbur
| Lage                                             | Bezeichnung                         | Beschreibung | ID       | Bild           |
| ------------------------------------------------ | ----------------------------------- | --- | -------- | -------------- |
| Achterweg 23 53° 26′ 53″ N, 7° 22′ 19″ O         | Landarbeiterhaus                    | Landarbeiterhaus mit Quereinfahrt. Im einräumigen Wohnteil 2 Butzen sowie gekachelter Kamin erhalten. Wohl 1. Hälfte 19. Jh.                                                               | 34683752 | BW             |
| Achterweg 23 53° 26′ 53″ N, 7° 22′ 19″ O         | Brunnen                             | | 34685671 | BW             |
| Achterweg 23a 53° 26′ 54″ N, 7° 22′ 20″ O        | Scheune                             | Reste der niedrigen Lehmaußenwände erhalten. Tief heruntergezogenes Walmdach. Mittige Quereinfahrt.                                                                                        | 34684849 | BW             |
| Forlitzer Straße 103 53° 27′ 36″ N, 7° 20′ 51″ O | Gulfhaus                            | In Proportionen und Gliederungen weitestgehend erhaltener Backsteinbau. Originale Haustür auf Giebelseite. Um 1900.                                                                        | 34684873 | BW             |
| Forlitzer Straße 121 53° 27′ 25″ N, 7° 20′ 45″ O | Gulfhaus (von Heltinga - Woldenhof) | 1½-gesch. Wohnhaus mit org. erhaltenen Blockrahmen-Schiebefenstern, mit Garten und straßenseitigen Hauslinden. Heutige Nutzung als Lehrhof der NABU. Erbaut Mitte 19. Jh.                  | 34685107 | BW             |
| Forlitzer Straße 121 53° 27′ 25″ N, 7° 20′ 44″ O | Baumreihe                           | | 34686072 | BW             |
| Forlitzer Straße 125 53° 27′ 22″ N, 7° 20′ 44″ O | Windmühle                           | 3-gesch. Galerieholländer. Rumpf in Backstein, Aufbau reetgedeckt. 1812; 1985 renoviert. Noch in Betrieb.                                                                                  | 34684898 |                |
| Forlitzer Straße 130 53° 27′ 12″ N, 7° 20′ 32″ O | Kastanienhof (Gulfhaus)             | Fassadengliederung mit originalen Fenstern erhalten. Ende 19. Jh. Z. Zt. Als Teestube und Galerie genutzt.                                                                                 | 34684924 | BW             |
| Forlitzer Straße 158 53° 26′ 57″ N, 7° 20′ 10″ O | Kirche                              | Einschiffiger Backsteinbau des 14. Jh., ursprünglich mit Apsis nach Osten. Westwand neu aufgemauert.                                                                                       | 34684949 | Weitere Bilder |
| Forlitzer Straße 158 53° 26′ 57″ N, 7° 20′ 10″ O | Glockenturm                         | Mittelalterlicher Backsteinbau des Parallelmauertyps unter Walmdach | 34684949 | BW             |
| Forlitzer Straße 158 53° 26′ 57″ N, 7° 20′ 10″ O | Kirchwurt                           | | 34685446 | BW             |
| Forlitzer Straße 158 53° 26′ 56″ N, 7° 20′ 10″ O | Friedhof                            | | 34686418 | BW             |
| Forlitzer Straße 181 53° 26′ 57″ N, 7° 20′ 14″ O | Landarbeiterhaus                    | Landarbeiterhaus unter Halbwalmdach mit eingerückter Quereinfahrt. Giebel mit Dreiecksmauerung. Mauerwerk in Teilen erneuert. Originale Fenster im Wohnteil. 1. Hälfte 19. Jh.             | 34685006 | BW             |
| Moorfennenweg 3 53° 27′ 18″ N, 7° 20′ 44″ O      | Gulfhaus                            | Kleines Gulfhaus von 3 Gebinden in Oberrähmkonstruktion, die insgesamt 4 Fache bilden. 2-räumiger Wohnteil im 1. Fach mittels Längsbalkenlage mit Kaminblock und Butzenwand. Mitte 19. Jh. | 34685030 | BW             |